# 奥西阿赫湖畔施泰因多夫
奥西阿赫湖畔施泰因多夫是奥地利克恩顿州费尔德基兴县的一个市镇。总面积29.6平方公里，总人口3623人，人口密度122.4人/平方公里（2005年）。